# Attentatet mot Samjhauta Express
Attentatet mot Samjhauta Express var ett attentat natten mot den 19 februari 2007 på Samjhauta Express, ett tåg från Delhi i Indien till Lahore i Pakistan.
66 personer (bland dem pakistanska civila och indiska militärer stationerade som vakter på tåget) dog i den efterföljande branden och många fler skadades. Attacken skedde på stationen Diwana nära den indiska staden Panipat. Myndigheter har hittat bevis på improviserade bomber och brännbart material, inklusive tre laddningar som inte detonerat. Åtta sektioner av tåget som inte påverkades fick fortsätta mot Lahore med passagerare.
Attentatet inträffade runt midnatt den 18 februari 2007 på Samjhauta Express, ett tåg som gick två gånger i veckan mellan Delhi, Indien och Lahore, Pakistan. Bomber sprängdes i två vagnar, båda fyllda med passagerare, strax efter att tåget passerat Diwana nära den indiska staden Panipat, 80 kilometer norr om New Delhi. 70 människor dödades i den efterföljande branden och dussintals fler skadades. Av de 70 dödsfallen var de flesta pakistanska civila. Offren var också några indiska civila och tre järnvägspoliser.
Utredarna hittade därefter bevis på resväskor med sprängämnen och brandfarligt material, inklusive tre odetonerade bomber. Inuti en av de odetonerade resväskorna var en digital timer inkapslad i genomskinlig plast packad bredvid ett dussin plastflaskor innehållande eldningsoljor och kemikalier.
Både de indiska och pakistanska regeringarna fördömde attacken och tjänstemän på båda sidor spekulerade i att gärningsmännen hade för avsikt att störa de förbättrade relationerna mellan de två nationerna, eftersom attacken inträffade bara en dag innan den pakistanske utrikesministern Khurshid Mahmud Kasuri skulle anlända till New Delhi för att återuppta fredssamtalen med indiska ledare.